# Barneville-Carteret
Pour les articles homonymes, voir Barneville et Carteret.
Barneville-Carteret (prononcé [baʁnəvilkaʁtʁe] ou [baʁnvilkaʁtʁe]) est une commune française, située sur la Côte des Isles dans le département de la Manche en région Normandie, peuplée de 2 181 habitants.
Station balnéaire de la côte des Isles, elle résulte de la fusion en 1964 des deux bourgs voisins mais distincts : Barneville-sur-Mer (prononcé /baʁnəvilsyʁmɛʁ/) et Carteret (prononcé /kaʁtʁe:/) dont le port offre des liaisons maritimes vers les îles Anglo-Normandes.

## Géographie
Barneville-Carteret fait partie des 303 communes françaises identifiées comme gravement menacées par la montée des eaux, en raison du réchauffement climatique.

### Localisation
| Les Moitiers-d'Allonne                                      | Les Moitiers-d'Allonne | La Haye-d'Ectot          |
| Mer de la Manche Archipel des Écréhou Passage de la Déroute | Barneville-Carteret    | La Haye-d'Ectot          |
| Mer de la Manche                                            | Mer de la Manche       | Saint-Jean-de-la-Rivière |

### Géologie et relief
Situé à l'extrémité du Massif armoricain, le cap de Carteret conserve les traces de la formation, sur les granites déformés et schistes métamorphiques du Précambrien, de la chaîne hercynienne par le plissement des arkoses du Cambrien et des schistes et grès armoricains de l'Ordovicien[réf. souhaitée].
De Barneville à Saint-Jean-de-la-Rivière, le littoral est bordé de cordons dunaires et de marais arrière-littoraux.
La France métropolitaine recèle peu de fossiles du Cambrien. Dans la région de Carteret, on rencontre Allonnia (en) tripodophora, de la classe des Coeloscleritophora (en) , et Protopharetra bigoti, de la classe des Archaeocyatha, ainsi que des stromatolithes, tous rapportés au Cambrien inférieur.
Dans les régions de Carteret et de Flamanville, on rencontre Didymograptus murchisoni, de la classe des graptolites, rapporté à l'Ordovicien.

### Hydrographie
Bordée par la mer, la commune est située dans le bassin Seine-Normandie. Elle est drainée par la Gerfleur, le Fleuve, le cours d'eau 02 de la commune de Barneville-Carteret, le ruisseau des Douits et divers autres petits cours d'eau,.
Elle s'est constituée autour d'un des huit havres de la Côte des Havres. Un des objectifs de la construction du port, au XIXe siècle, est de fixer l'embouchure de la Gerfleur qui varie parfois de plusieurs centaines de mètres entre le cap et plus au sud. Le petit fleuve côtier la Gerfleur débouche dans le havre au niveau du hameau du Tôt. La Gerfleur reçoit ensuite deux affluents : le Fleuve qui court derrière le cordon dunaire depuis Saint-Georges-de-la-Rivière et forme le fond du havre traversant la digue de la D 130 reliant le bourg de Barneville et Barneville-Plage et le ruisseau des Douits, canalisé dans la traversée de la partie urbanisée, qui débouchait au fond du Port-Américain ou Petit-Port aujourd'hui intégré dans le bassin à flot de la deuxième version du port à flot de Carteret (juillet 2021).

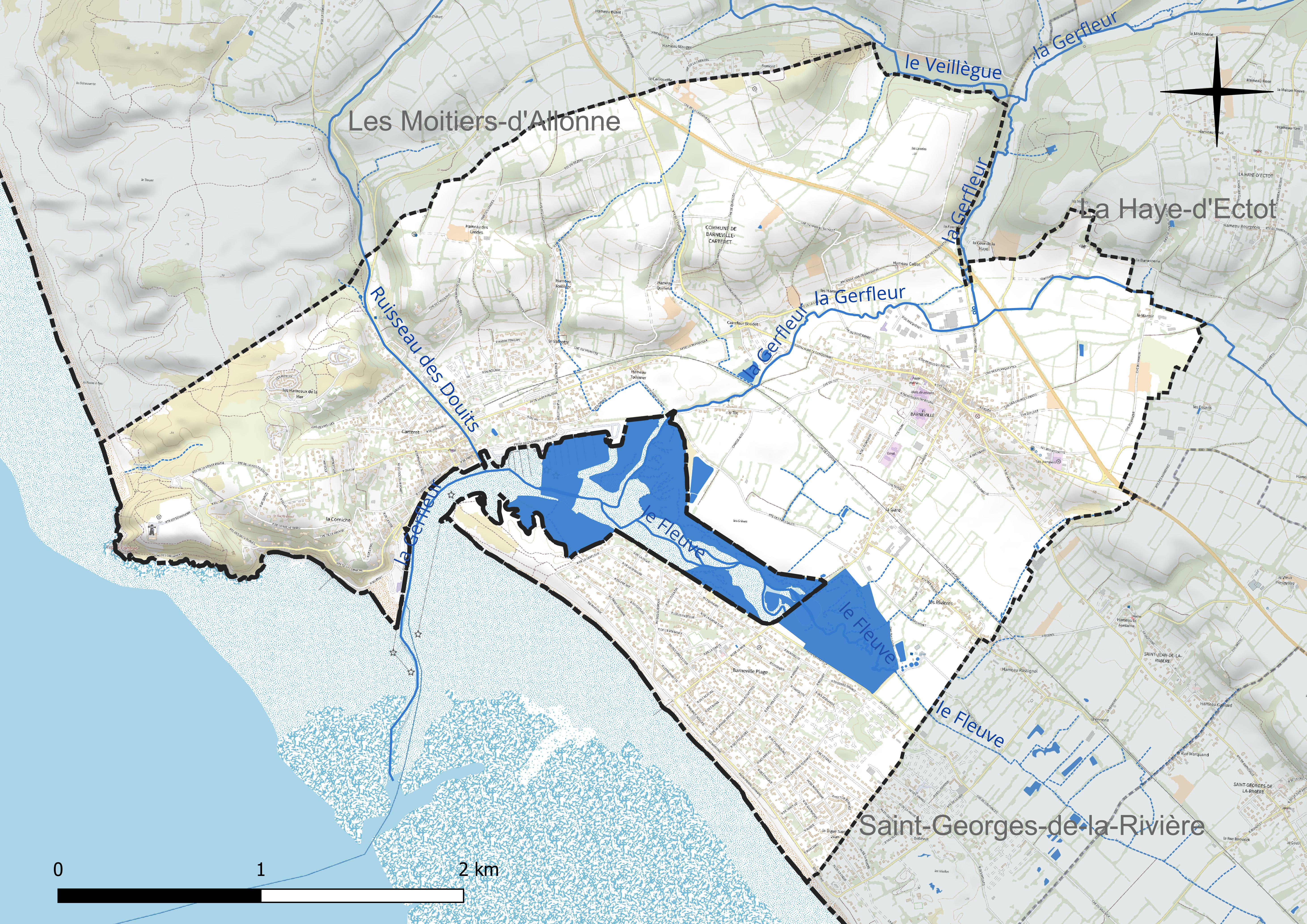
Réseau hydrographique de Barneville-Carteret.

### Climat
Le climat qui caractérise la commune est qualifié, en 2010, de « climat océanique franc », selon la typologie des climats de la France qui compte alors huit grands types de climats en métropole. En 2020, la commune ressort du type « climat océanique » dans la classification établie par Météo-France, qui ne compte désormais, en première approche, que cinq grands types de climats en métropole. Ce type de climat se traduit par des températures douces et une pluviométrie relativement abondante (en liaison avec les perturbations venant de l'Atlantique), répartie tout au long de l'année avec un léger maximum d'octobre à février.
Les paramètres climatiques qui ont permis d'établir la typologie de 2010 comportent six variables pour les températures et huit pour les précipitations, dont les valeurs correspondent à la normale 1971-2000. Les sept principales variables caractérisant la commune sont présentées dans l'encadré ci-après.
| Paramètres climatiques communaux sur la période 1971-2000 - Moyenne annuelle de température : 11,2 °C - Nombre de jours avec une température inférieure à −5 °C : 0,6 j - Nombre de jours avec une température supérieure à 30 °C : 0,1 j - Amplitude thermique annuelle : 10,8 °C - Cumuls annuels de précipitation : 887 mm - Nombre de jours de précipitation en janvier : 13,9 j - Nombre de jours de précipitation en juillet : 7,7 j |

Avec le changement climatique, ces variables ont évolué. Une étude réalisée en 2014 par la Direction générale de l'Énergie et du Climat complétée par des études régionales prévoit en effet que la température moyenne devrait croître et la pluviométrie moyenne baisser, avec toutefois de fortes variations régionales. La station météorologique de Météo-France installée sur la commune et en service de 1986 à 2006 permet de connaître l'évolution des indicateurs météorologiques. Le tableau détaillé pour la période 1981-2010 est présenté ci-après.
| Mois                                  | jan.             | fév.             | mars        | avril         | mai             | juin           | jui.          | août            | sep.          | oct.            | nov.          | déc.            | année      |
| ------------------------------------- | ---------------- | ---------------- | ----------- | ------------- | --------------- | -------------- | ------------- | --------------- | ------------- | --------------- | ------------- | --------------- | ---------- |
| Température minimale moyenne (°C)     | 4,5              | 4,6              | 6           | 7,1           | 10              | 12,4           | 14,6          | 15,2            | 13,6          | 11,3            | 7,7           | 5,4             | 9,4        |
| Température moyenne (°C)              | 6,4              | 6,7              | 8,4         | 9,9           | 13,2            | 15,6           | 17,7          | 18,3            | 16,4          | 13,5            | 9,8           | 7,3             | 12         |
| Température maximale moyenne (°C)     | 8,3              | 8,8              | 10,8        | 12,7          | 16,4            | 18,8           | 20,8          | 21,5            | 19,2          | 15,8            | 11,9          | 9,3             | 14,6       |
| Record de froid (°C) date du record   | −11,2 12.01.1987 | −11,4 07.02.1991 | −1 13.03.06 | −0,7 11.04.03 | 3,3 07.05.1997  | 6,6 02.06.1991 | 10 11.07.00   | 10,8 01.08.02   | 7 23.09.1986  | −1 28.10.03     | −4 29.11.1993 | −5,6 29.12.1996 | −11,4 1991 |
| Record de chaleur (°C) date du record | 13,3 16.01.1996  | 15 23.02.1990    | 21 26.03.03 | 25,5 17.04.03 | 29,8 21.05.1989 | 30,5 19.06.05  | 32,5 18.07.06 | 33,6 02.08.1990 | 29,9 04.09.05 | 24,2 13.10.1995 | 17,2 06.11.03 | 14 05.12.06     | 33,6 1990  |
| Précipitations (mm)                   | 61,9             | 49,6             | 43,9        | 48,5          | 36,7            | 35,7           | 34,3          | 32,7            | 47            | 72              | 66,3          | 75,3            | 603,9      |

## Urbanisme

### Typologie
Au 1er janvier 2024, Barneville-Carteret est catégorisée bourg rural, selon la nouvelle grille communale de densité à sept niveaux définie par l'Insee en 2022. Elle est située hors unité urbaine et hors attraction des villes,.
La commune, bordée par la Manche, est également une commune littorale au sens de la loi du 3 janvier 1986, dite loi littoral. Des dispositions spécifiques d'urbanisme s'y appliquent dès lors afin de préserver les espaces naturels, les sites, les paysages et l'équilibre écologique du littoral, comme le principe d'inconstructibilité, en dehors des espaces urbanisés, sur la bande littorale des 100 mètres, ou plus si le plan local d'urbanisme le prévoit.

### Occupation des sols
L'occupation des sols de la commune, telle qu'elle ressort de la base de données européenne d'occupation biophysique des sols Corine Land Cover (CLC), est marquée par l'importance des territoires agricoles (55,7 % en 2018), en diminution par rapport à 1990 (58,2 %). La répartition détaillée en 2018 est la suivante : zones urbanisées (30,6 %), zones agricoles hétérogènes (29 %), terres arables (13,7 %), prairies (13,1 %), milieux à végétation arbustive et/ou herbacée (8 %), zones humides côtières (1,7 %), espaces ouverts, sans ou avec peu de végétation (1,5 %), espaces verts artificialisés, non agricoles (1,4 %), forêts (1 %). L'évolution de l'occupation des sols de la commune et de ses infrastructures peut être observée sur les différentes représentations cartographiques du territoire : la carte de Cassini (XVIIIe siècle), la carte d'état-major (1820-1866) et les cartes ou photos aériennes de l'IGN pour la période actuelle (1950 à aujourd'hui).

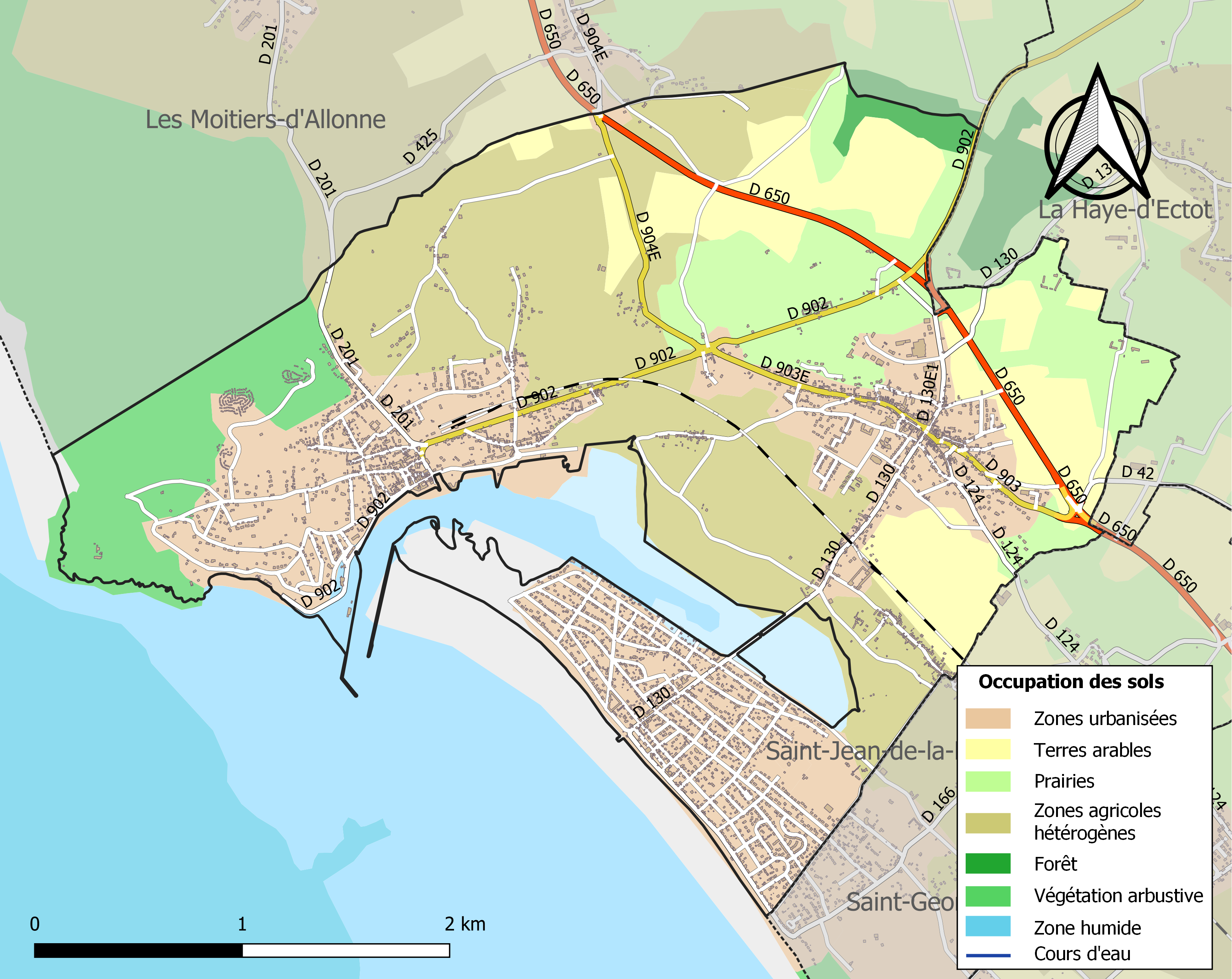
Carte des infrastructures et de l'occupation des sols de la commune en 2018 (CLC).

### Voies de communication et transports

#### Liaisons routières
Barneville-Carteret est principalement traversée par la D 650 dite route touristique puisqu'elle longe la côte et dessert principalement des stations balnéaires de Cherbourg-en-Cotentin à Agon-Coutainville.
La commune est desservie toute l'année par deux lignes Manéo (autocar) :
- 10 : Barneville-Carteret - Les Pieux - Cherbourg-en-Cotentin ;
- 11 : Portbail - Barneville-Carteret - Bricquebec-en-Cotentin - Valognes.

Une ligne s'ajoute en période estivale :
- 53 : Barneville-Carteret - Coutances.

#### Liaisons maritimes
Elles ne sont assurées qu'à la belle saison (avril-septembre). Les horaires sont dépendants de l'heure de la marée haute qui conditionne l'accès des bateaux à l'avant-port et au quai d'embarquement.
- Barneville-Carteret - Jersey
  - Arrivée à Gorey (assurée par les Vedettes du Cotentin depuis 2010 et par Manche-îles express).
  - Arrivée à Saint-Hélier (assurée par Manche Îles Express).
- Barneville-Carteret - Guernesey.
  - Arrivée à St. Peter Port (assurée par Manche Îles Express).

#### Liaisons ferroviaires
En période estivale, les mardis, mercredis, jeudis et dimanches, on peut aller de Portbail au centre de Carteret en prenant le train touristique du Cotentin.
Distante de 29 km, la gare de Valognes est desservie par la ligne SNCF Paris - Caen - Cherbourg.

### Morphologie urbaine
Parce qu'elle est historiquement issue des regroupements de plusieurs villages et plus particulièrement de deux anciennes paroisses et anciennes communes, la commune de Barneville-Carteret abrite trois lieux principaux bien distants (1 km minimum) les uns des autres. Chacun de ces lieux a une histoire et une fonction propres et différentes.

#### Carteret et son Port

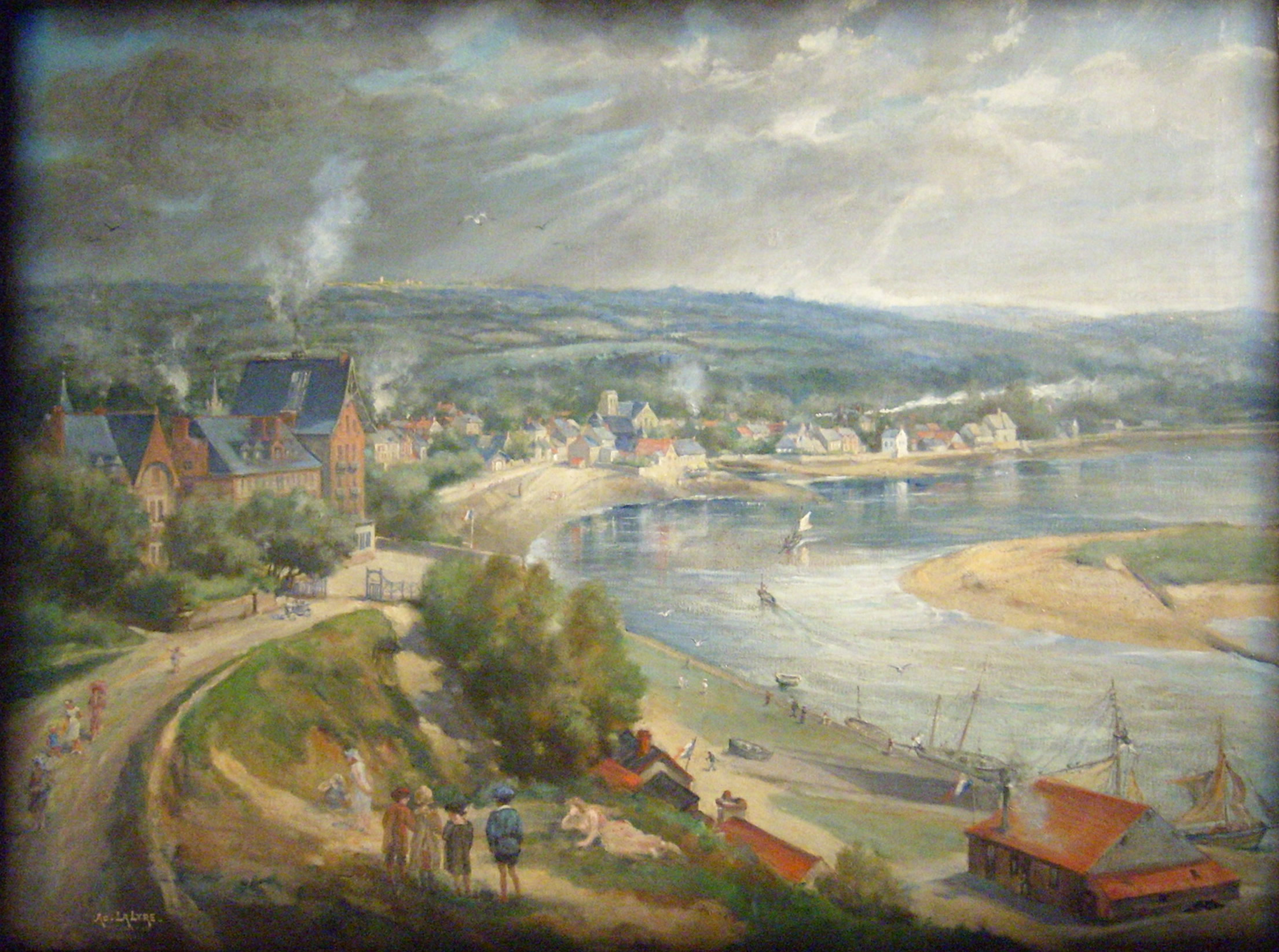
Le port au XIXe siècle vu par Adolphe Lalyre.

Le bourg de Carteret, est écartelé entre la première église paroissiale qui remonte au Haut Moyen Âge et présente la particularité d'être située sur le littoral à 1,5 km du centre-bourg jusqu'au XVIIe, et son habitat qui se constitue, à l'abri, sur la rive droite de son havre. Il devient un port qui connait des aménagements du XIXe au XXIe siècle. Le bourg se développe avec ses installations portuaires anciennes et récentes, sa gare ferroviaire, ses deux églises qui se succèdent après l'abandon de l'église du littoral, ses commerces, son cinéma et le marché du jeudi encore très vivant. Il s'étend à l'est par ses vieilles maisons d'armateur et son manoir du XVIIIe le long du havre et à l'ouest par les villas et résidences secondaires qui se sont construites sur la corniche encore inhabitée en 1850.
Le port de Carteret, parfois appelé « port des Isles », est aujourd'hui le port multifonctions de Barneville-Carteret. Il se situe à l'extrémité de l'estuaire de la Gerfleur, sur la rive droite de celle-ci, dominé par le cap de Carteret. À l'entrée du chenal d'accès au havre, l'actuel port de pêche et de plaisance de Carteret est protégé par une digue.
Il porte le label Pavillon bleu en 2011.

#### Le Bourg de Barneville
Bâti sur la ligne de crête de la colline selon un plan datant du Moyen Âge, il s'étire autour de l'église Saint-Germain-d'Auxerre. Elle est de style roman et fortifiée au Moyen Âge avec un rôle de vigie de la côte. On y trouve les principaux commerces et services de la commune. Le centre du bourg est particulièrement animé le samedi jour de marché avec les principales pêches et productions locales : poissons, crustacés, coquillages, fleurs, fruits, légumes…
Dans la rue « Dessous-le-Bourg », on peut apercevoir des restes de remparts qui protégeaient la ville côté mer et qui, offrant un panorama sur la havre de Carteret, la mer et les iles anglo-normandes, servaient probablement de ronde à des sentinelles au Moyen Âge.

#### Barneville-Plage

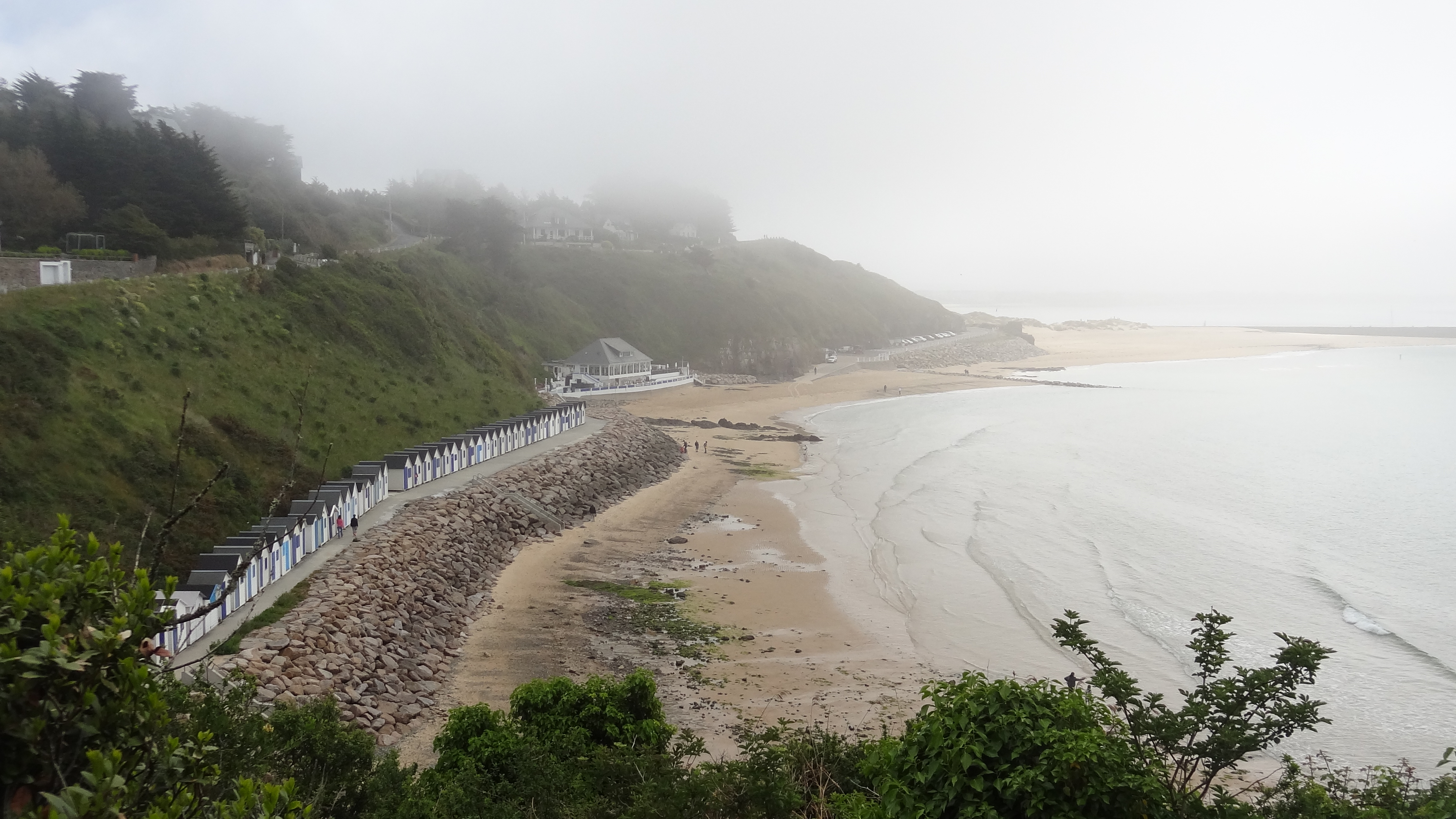
Les cabines de Carteret.

Cette zone résidentielle et vacancière, principalement des campings et des résidences secondaires, s'est construite à partir de la fin du XIXe siècle sur le cordon dunaire littoral, aucune habitation n'est visible sur le cadastre napoléonien ou sur la carte. L'agglomération est quasiment inactive hors saison et atteint une forte fréquentation en période estivale. La zone vacancière s'est étendue sur le territoire de la commune avoisinante, Saint-Jean-de-la-Rivière.

#### Les hameaux
Plusieurs hameaux avec leurs spécificités propres complètent ces foyers d'habitations.
Deux des anciens villages du havre sont encore bien individualisés. À l'instar du village du Tôt, le village des Rivières est un petit hameau situé sur le chemin qui mène depuis le bourg de Saint-Jean-de-la-Rivière le long du « Fleuve » jusqu'à sa confluence avec la Gerfleur. Construit en bordure de havre, au fond de celui-ci, il abrite autrefois des pêcheurs qui peuvent mouiller et échouer leurs embarcations non loin de leurs maisons, profitant de l'abri naturel. Sont aménagées jusqu'au XIXe des salines, des pêcheries à pied, un moulin est même attesté au Tôt sur la carte de l'état-major (1820-1860). Le village est à cheval sur les communes de Barneville-Carteret au nord-ouest et sur celle de Saint-Jean-de-la-Rivière au sud-est.
Plus à l'intérieur, au nord, quatre hameaux sont séparés des agglomérations : le Valnote, le Hameau Quinetot, le Hameau Toulorge et le plus élevé en altitude à 54 m le Hameau des Landes.

### Projets d'aménagements

#### Extension portuaire

##### Port de plaisance en eau (marina)
Très prisée pour ses places en eau, la marina (ou port de plaisance) de Barneville-Carteret fait état de listes d'attente de plus de dix ans depuis le début des années 2000. Depuis, et devant ce constat, la mairie, les professionnels du nautisme, du tourisme et le conseil général se penchent sur plusieurs projets d'aménagement et mènent une bataille juridique contre l'association Manche Nature, qui a obtenu en 2008 du tribunal administratif de Caen l'annulation du projet pour non-conformité avec la loi littoral. La deuxième version du port à flot est inauguré le 5 juillet 2021. Sa capacité est portée à 700 anneaux et avance la porte d'entrée dont le seuil est à + 5,00 m sur la partie rétrécie du port où le courant de flot et de jusant est le plus fort. Sa gestion est confiée à la Société publique d'exploitation portuaire de la Manche.

##### Port à sec
En parallèle, sans que cela signifie l'abandon total du projet d'extension du port en eau, la municipalité travaille, à partir de 2009, en collaboration avec les professionnels du nautisme du secteur (comme le chantier naval Carteret Marine), sur la construction d'un port à sec. C'est le début d'un feuilleton administratif qui dure depuis trois ans entre la municipalité et les opposants au projet.

##### Pôle nautique
Début 2012, afin de promouvoir les activités nautiques et dans l'esprit du projet d'extension du port de plaisance, la communauté de communes de la Côte des Isles annonce le projet de construction d'un « pôle nautique » pour accueillir l'école de voile et le club d'aviron de la commune.

#### École élémentaire et gendarmerie
Après la constatation d'une nouvelle hausse de fréquentation estivale (plus de 20 000 estivants depuis 2008), la municipalité décide la construction d'une nouvelle gendarmerie mieux équipée que la précédente et située de façon plus pratique pour améliorer les interventions, notamment le samedi matin, jour de marché.
Les travaux de la nouvelle gendarmerie ont commencé fin 2011, ainsi que ceux de l'école élémentaire avec de nouveaux équipements.

#### Sapeurs-pompiers
La commune de Barneville-Carteret accueille un centre de secours qui a été rénové en 2014. Trente-quatre sapeurs-pompiers, tous volontaires, défendent les onze communes de leur secteur de première intervention. Ils réalisent en moyenne 550 à 650 interventions par an. Pour ce faire, ils sont dotés de sept véhicules et d'une embarcation[réf. nécessaire].

## Toponymie
Le nom de la localité est attesté sous les formes Barnavilla en 1023 et 1026, Barnevilla en 1082 et au XIIe siècle, Barneville vers 1187, et Barneville-sur-Mer de 1962 à 1964.
Barneville : la « ville de Barni », nom de personne scandinave, c'est-à-dire vieux danois dans ce cas précis, vers 1187.
Carteret est une ancienne commune réunie à celle de Barneville en 1964. Carteret est attesté sous les formes Carterei, de Cartreio en 1125 ; Chartrai en 1156, de Cartrahio en 1167 ; Cartret en 1179 ; Carterei en 1180 ; de Kartraio au XIIe siècle, Cartrait, Kartrait vers 1210 ; Cartreit vers 1280 ; Quartrayt en 1318.
Carteret : du scandinave kart (« terrain caillouteux ») et du scandinave reið qui signifie « mouillage ».
Les gentilés sont Barnevillais et Carteretais.

## Histoire

### Préhistoire
Le peuplement paléolithique du Cotentin est attesté sur trois sites le Val de Saire, l'homme de Néandertal au Pou en haut de plage au pied du cap du Rozel et en 2007 sur le territoire de la commune au carrefour Boudet avec la découverte d'éléments lithiques pour l'instant daté de 320 000 ans. Les explorations archéologiques du cap de Carteret révèlent une occupation du mésolithique à l'âge du bronze ; à ces époques le tracé du rivage est proche de celui que nous connaissons avec un niveau de la mer un peu plus bas.

### Antiquité
Il n'y a pas de preuve archéologique de l'utilisation romaine du cap de Carteret à des fins militaires ni de vestiges d'habitations gallo-romaines sur le territoire de la commune. Selon certains une voie secondaire aboutit à Carteret au lieu nommé « le Castel », où un camp romain (exploratorium) surveille la côte et le havre contre un éventuel débarquement d'un envahisseur. Seuls sont attestés les importants vestiges dans le bourg de Portbail proche, et les liaisons avec les villes d'Alauna (Valognes), Coriallo (Cherbourg) et Cosedia (Coutances) dans ce qui sera le Cotentin.

### Moyen Âge
On ne connaît pas beaucoup l'histoire du Cotentin au début du Moyen Âge. Le littoral est peuplé et sa christianisation attribuée à Germain le Scot, autour de 429. Il fait partie de la Neustrie sous l'autorité du roi des Francs.
Entre 850 et 933, le secteur de Barneville et de Carteret, comme tout le reste du Cotentin, est régulièrement la cible de violents raids vikings qui font fuir la quasi-totalité des habitants, paysans et pêcheurs. Pour faire face aux incursions vikings, le Cotentin est cédé par le traité de Compiègne, par le roi Charles le Chauve, à Salomon de Bretagne en échange d'un serment d'alliance et une promesse d'aide contre les Vikings. Ceux-ci s'installent pourtant progressivement, notamment à Barneville-Carteret. C'est d'abord un Viking, probablement un seigneur danois, qui installe une petite ferme fortifiée à l'emplacement actuel de l'église Saint-Germain-d'Auxerre. En 933, Guillaume Longue-Épée, duc de Normandie, récupère l'Avranchin, le Cotentin et les îles Anglo-Normandes dans son duché. C'est à cette date que Barneville-Carteret (qui n'existe pas encore) devient officiellement « Normande ».
Un petit port est aménagé à cette époque à l'abri du Cap de Carteret, probablement à l'emplacement actuel du manoir de Carteret. C'est ici que va naître la famille Carteret, puissante famille de la noblesse normande, les dernières traces de leur château disparaissent avec la construction de la gare. Elle fait souche dans les îles Anglo-Normandes depuis Guy de Carteret (vers 960–1004). Renaud Ier de Carteret (1055-1106), chevalier et seigneur de Carteret, est le premier seigneur de Saint-Ouen, situé sur l'île de Jersey. Les parties les plus anciennes de Carteret datent de l'époque romane (XIe et XIIe siècles).
Au XIe siècle, le territoire de Barneville appartient au comté de Mortain,, et c'est probablement à la même époque que le comte érige la terre de Barneville en fief, qu'il donne à l'un de ses chevaliers. De cette époque, subsiste, à l'est, derrière l'église, la fortification en terre connu sous le nom de « Pic Malet » érigée par les premiers seigneurs de Barneville, vassaux du comte de Mortain et portent le nom de leur principale terre. Un Roger de Barneville († 1098), accompagna le duc de Normandie Robert Courteheuse à la première croisade. Après s'être distingué au siège de Nicée, il fut transpercé d'une flèche à Antioche.
Au XIIe siècle, la paroisse relevait de l'honneur de Néhou. Toujours au XIIe siècle, Jourdain de Barneville accorde des franchises communales au village.
Des chartes des abbayes de Blanchelande et de Lessay indiquent que la famille des Reviers-Vernon aurait été au cours du XIIIe siècle seigneurs de Barneville.
Ce serait en 1280, que la terre de Barneville passa à la famille Carbonnel. Richard Ier Carbonnel (fl.  au XIIIe siècle), seigneur de Barneville, qui accompagna Saint Louis à la dernière croisade, passa un accord avec Regnaut de Carteret sur les droits et coutumes du havre de Carteret.
Dans le cadre de la guerre de Cent Ans, en 1405, à la suite d'un débarquement anglais à la Hougue, la ville est abandonnée par la plupart de ses habitants.
Au Moyen Âge, les seigneurs de Barneville créèrent deux foires annuelles importante, la Saint-Michel et la Saint-Pierre-aux-Liens (1er août), ainsi qu'un marché hebdomadaire.
Le clocher carré de l'église XVe siècle est pourvu d'un parapet sur arcature aveugle et elle aurait été assiégée par les Anglais en septembre 1499.

### XVIIIesiècle
Marie-Bernardine Hennot du Rozel, dame de Barneville, d'Écausseville et du Rozel épouse le 8 septembre 1764 Jérôme (alias Jean)-Frédéric Bignon (1747-1784), seigneur d'Hardricourt, et du Rozel, avocat, conseiller au Parlement (2e chambre des enquêtes), bibliothécaire du Roi en 1770 à la suite de la démission de son père. Il fait achever le salon où sont exposés les globes de Vincenzo Coronelli. Membre de l'Académie des Inscriptions et Belles-Lettres en 1781, et acquéreur du château du Plessis-Piquet en 1776

### XIXesiècle
En 1881, est ouverte une ligne maritime avec Jersey.

### Seconde Guerre mondiale

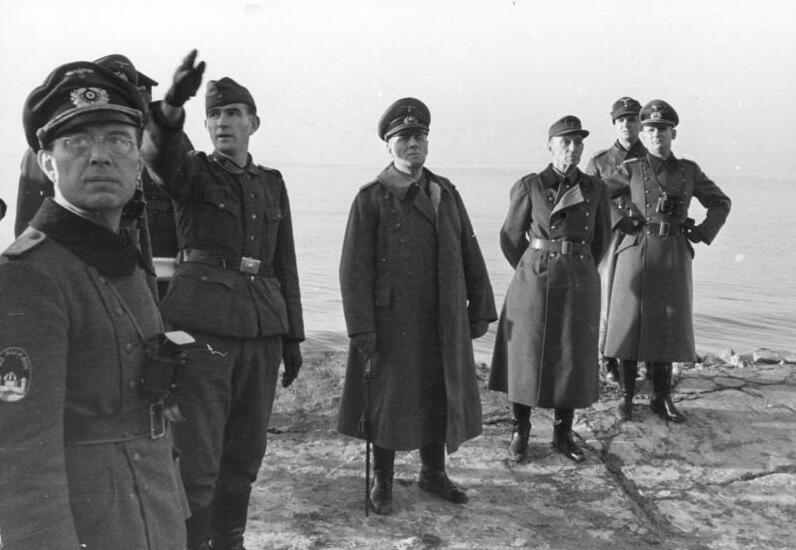
Le général Rommel en 1944 à Carteret.

Envahies dès juin 1940, les communes de Carteret et de Barneville-sur-Mer sont des chantiers importants du mur de l'Atlantique. La plupart des fortifications sont toujours visibles à l'exception du site de Baubigny, totalement enfoui dans le sable.
Le 18 juin 1944, la ville est libérée par une colonne blindée du 69e régiment de la 9e division d'infanterie américaine, qui y installe une ligne de défense. Les militaires américains restent à Barneville et à Carteret jusqu'à l'automne 1945. Au manoir de Graffard, on donne des spectacles de « French cancan » pour les soldats.

## Politique et administration

### Administration municipale
| Période       | Période                   | Identité          | Étiquette | Qualité                                              |
| ------------- | ------------------------- | ----------------- | --------- | ---------------------------------------------------- |
| janvier 1965  | novembre 1965 (démission) | Marcel Chanu      |           | Pharmacien Maire de Barneville-sur-Mer (1961 → 1964) |
| novembre 1965 | mars 1971                 | Jean Clément      |           | Artisan électricien                                  |
| mars 1971     | mars 1977                 | Jean-Louis Joly   |           | Hôtelier Maire de Carteret (1959 → 1964)             |
| mars 1977     | mars 1983                 | Raymond Rondreux  | DVD       | Médecin militaire retraité                           |
| mars 1983     | mars 2001                 | Raymond Leterrier |           | Retraité de la Marine marchande, maire honoraire     |
| mars 2001     | mars 2008                 | Claude Dupont     | PS        | Enseignant                                           |
| mars 2008     | mars 2014                 | Jean-Luc Boussard | DVD       | Avocat                                               |
| mars 2014     | mai 2020                  | Pierre Géhanne    | SE        | Chef d'entreprise                                    |
| mai 2020      | En cours                  | David Legouet     | SE        | Ingénieur                                            |

Le conseil municipal est composé de dix-neuf membres dont le maire et cinq adjoints.

### Jumelages
- Eschede (Allemagne) depuis 1989 ;
- Saint-Laurent (Jersey) ;
- Le Valle (Guernesey).

## Démographie
L'évolution du nombre d'habitants est connue à travers les recensements de la population effectués dans la commune depuis 1793. Pour les communes de moins de 10 000 habitants, une enquête de recensement portant sur toute la population est réalisée tous les cinq ans, les populations de référence des années intermédiaires étant quant à elles estimées par interpolation ou extrapolation. Pour la commune, le premier recensement exhaustif entrant dans le cadre du nouveau dispositif a été réalisé en 2004.
En 2022, la commune comptait 2 181 habitants, en évolution de −2,07 % par rapport à 2016 (Manche : −0,31 %, France hors Mayotte : +2,11 %).
| 1793  | 1800 | 1806 | 1821 | 1831  | 1836  | 1841  | 1846  | 1851  |
| ----- | ---- | ---- | ---- | ----- | ----- | ----- | ----- | ----- |
| 1 011 | 840  | 953  | 870  | 1 083 | 1 136 | 1 205 | 1 170 | 1 144 |

| 1856  | 1861  | 1866  | 1872 | 1876 | 1881 | 1886 | 1891 | 1896 |
| ----- | ----- | ----- | ---- | ---- | ---- | ---- | ---- | ---- |
| 1 101 | 1 062 | 1 002 | 953  | 906  | 935  | 914  | 928  | 872  |

| 1901 | 1906 | 1911 | 1921 | 1926 | 1931  | 1936  | 1946  | 1954  |
| ---- | ---- | ---- | ---- | ---- | ----- | ----- | ----- | ----- |
| 854  | 856  | 884  | 837  | 931  | 1 110 | 1 049 | 1 181 | 1 106 |

| 1962  | 1968  | 1975  | 1982  | 1990  | 1999  | 2004  | 2006  | 2009  |
| ----- | ----- | ----- | ----- | ----- | ----- | ----- | ----- | ----- |
| 1 166 | 1 924 | 2 012 | 2 327 | 2 222 | 2 429 | 2 324 | 2 334 | 2 282 |

| 2014  | 2019  | 2022  | - | - | - | - | - | - |
| ----- | ----- | ----- | - | - | - | - | - | - |
| 2 197 | 2 239 | 2 181 | - | - | - | - | - | - |

| 1793 | 1800 | 1806 | 1821 | 1831 | 1836 | 1841 |
| ---- | ---- | ---- | ---- | ---- | ---- | ---- |
| 453  | 475  | 430  | 510  | 513  | 540  | 542  |

| 1846 | 1851 | 1856 | 1861 | 1866 | 1872 | 1876 |
| ---- | ---- | ---- | ---- | ---- | ---- | ---- |
| 511  | 509  | 470  | 499  | 524  | 533  | 494  |

| 1881 | 1886 | 1891 | 1896 | 1901 | 1906 | 1911 |
| ---- | ---- | ---- | ---- | ---- | ---- | ---- |
| 492  | 523  | 560  | 550  | 520  | 581  | 571  |

| 1921 | 1926 | 1931 | 1936 | 1946 | 1954 | 1962 |
| ---- | ---- | ---- | ---- | ---- | ---- | ---- |
| 637  | 690  | 714  | 758  | 979  | 789  | 754  |

### Manifestations sportives, culturelles et festivités
- La Fête de la mer, tous les ans au mois d'août sur le port de Carteret.
- Les Soirées festives de la Potinière en période estivale.
- La course cycliste dite la Gainsbarre, en hommage au chanteur Serge Gainsbourg qui donna un gros chèque au club cycliste organisateur et qui a lieu tous les ans au mois d'avril depuis 2004.
- Les Trails de la Mère Denis et des Lavandières à travers la Côte des Isles tous les ans depuis 2010, autour du 14 juillet.
- Le Trail de la Barjo, dont le départ a lieu sur la plage de Barneville au mois de juin tous les ans.
- Le Tour des ports de la Manche.
- Le Challenge de La Déroute, régate à la voile organisée chaque année au début du mois de septembre.
- Le Raid d'aviron de mer Jersey - Carteret a lieu tous les ans, le dernier samedi du mois de juillet et celui des "Culs gelés" en décembre.
- Le Festival du Cerf-volant, tous les ans en juillet à Barneville-Plage.
- Le Défi du Daubon, course à la godille ayant lieu tous les ans au mois d'octobre dans le port de Carteret depuis les années cinquante.
- Le club hippique À cheval, organise des concours de saut d'obstacle et de horse-ball.

### Sports
L'Union sportive Côte des Isles fait évoluer une équipe de football en ligue de Basse-Normandie et deux autres en division de district.

## Économie

### Tourisme
Située face aux îles Anglo-Normandes (Écréhou à 12 km, Jersey à 22 km, Sercq à 40 km, Herm à 45 km, Aurigny à 45 km, les Minquiers à 45 km, Guernesey à 55 km), et de Chausey à 55 km, Barneville-Carteret est une station balnéaire appréciée d'une clientèle cosmopolite : Français, Anglais et Jersiais, Belges, Néerlandais….
Avec 1 578 résidences secondaires, une capacité hôtelière de 151 chambres et 600 emplacements de camping, on estime la population estivale à 12 000 personnes.
La population touristique est attirée, entre autres, par le port de plaisance (311 postes en bassin, 60 places visiteurs et 95 places en échouage). L'activité de la pêche est importante et diversifiée depuis le port de pêche : poissons (barbue, tacaud, roussette), mais surtout crustacés (araignées, tourteaux et homard). Les activités sont nombreuses : baignade et activités nautiques, pêche à pied (sur la plage de Barneville, à marée basse dans les rochers ou le sable, il est possible de récolter des patelles, des coques, des buccins, des bigorneaux, des crabes, des étrilles, des crevettes… À la pointe de Carteret, il est possible de trouver des vives), randonnée dans les dunes, golf et cheval…
Depuis 1993, le Pavillon bleu distingue Barneville-Carteret (plages et port), pour la qualité environnementale dont elle est dotée. La commune est station balnéaire classée par décret du 18 décembre 2002 et dénommé « commune touristique » depuis octobre 2009.
Barneville-Carteret fait partie, avec les communes jusqu'à Portbail et Denneville inclus, de la côte des Isles.

## Culture locale et patrimoine
Carteret est joint à Portbail par le segment ferroviaire du train touristique du Cotentin. Une gare est aussi présente à Barneville, située entre le bourg et le pont du havre.

### Pêche à pied

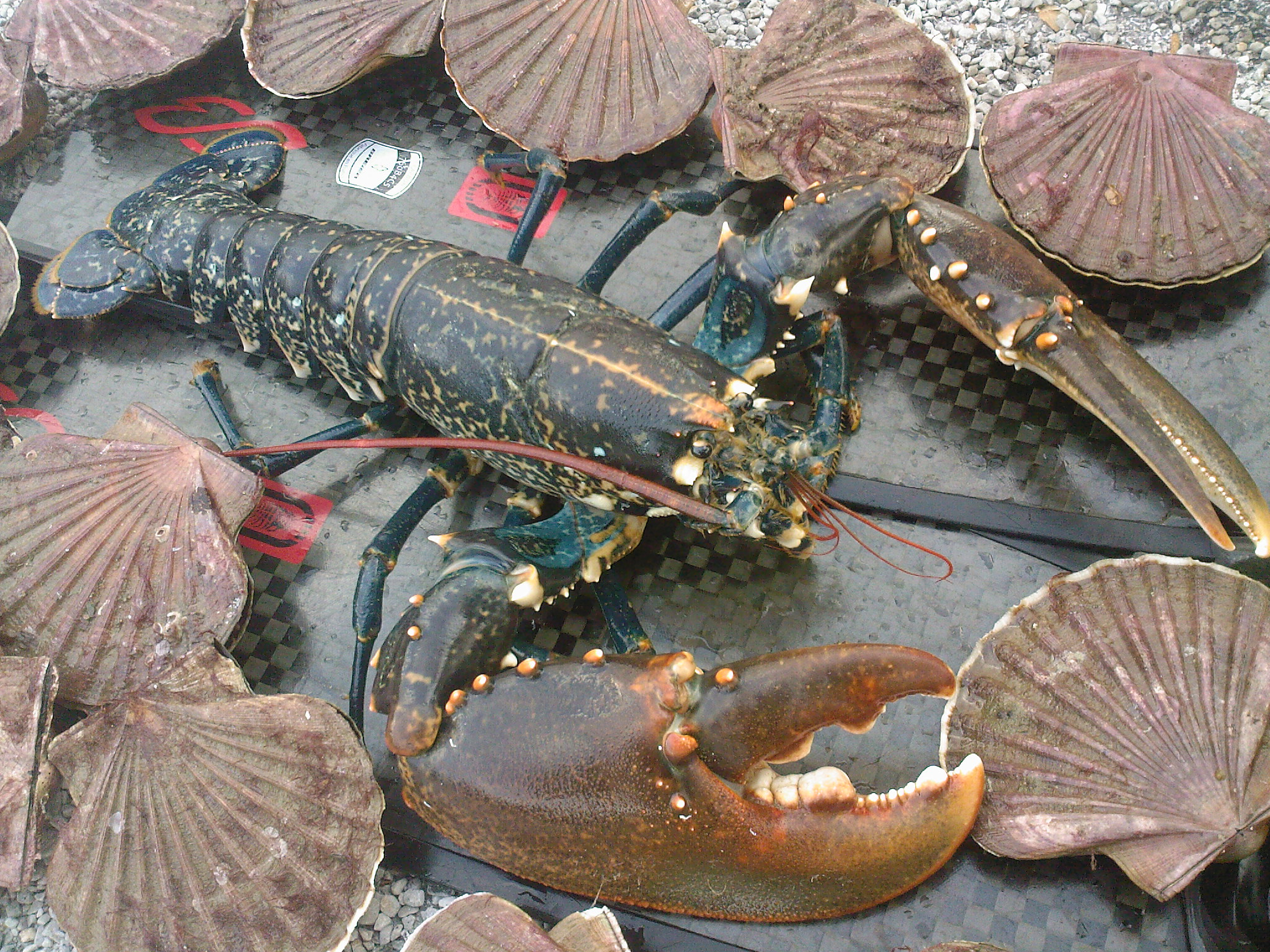
Le homard européen, pêche prisée des visiteurs.

La plage de Barneville et l'estran du Cap de Carteret à marée basse sont des lieux privilégiés de la pêche à pied professionnelle et de loisir. Les espèces prisées et réputées dans ce secteur sont (surnoms locaux) : le tourteau dormeur ; l'étrille portune ; le homard européen ; la salicoque ; le bigorneau noir ; la crépidule et la moussette.

### Tourisme gastronomique
La ville rassemble des établissements de la gastronomie touristique, très fréquentés, notamment en saison parmi lesquels :
- l'hôtel de la Marine, sur le port de Carteret. Sa cuisine et son chef, Laurent Cesne suivi de Cyril Boulais sont étoilés au guide Michelin. On peut y déguster des produits de la mer cuisinés sur une nouvelle tendance « la cuisine iodée ». La maison est tenue pendant 140 ans depuis la fin du XIXe siècle par la même famille. Depuis 2016 la maison et ses traditions change de main et un nouveau chef arrive en mars 2021[69].
- la Cale Marine ou « Kalakiki » dont les moules-frites au muscadet sont le plat le plus servi de la station.

### Lieux et monuments

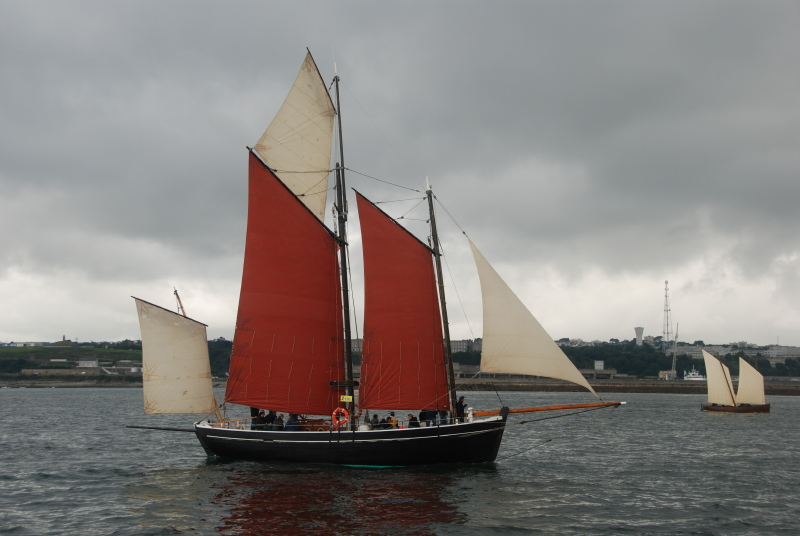
La Neire maôve.

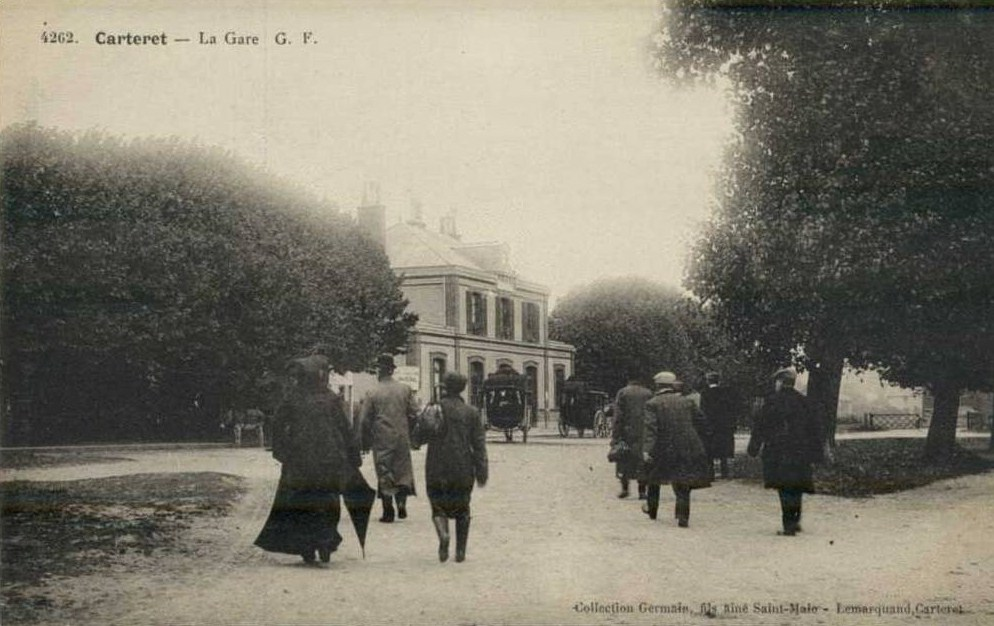
La gare de Carteret.

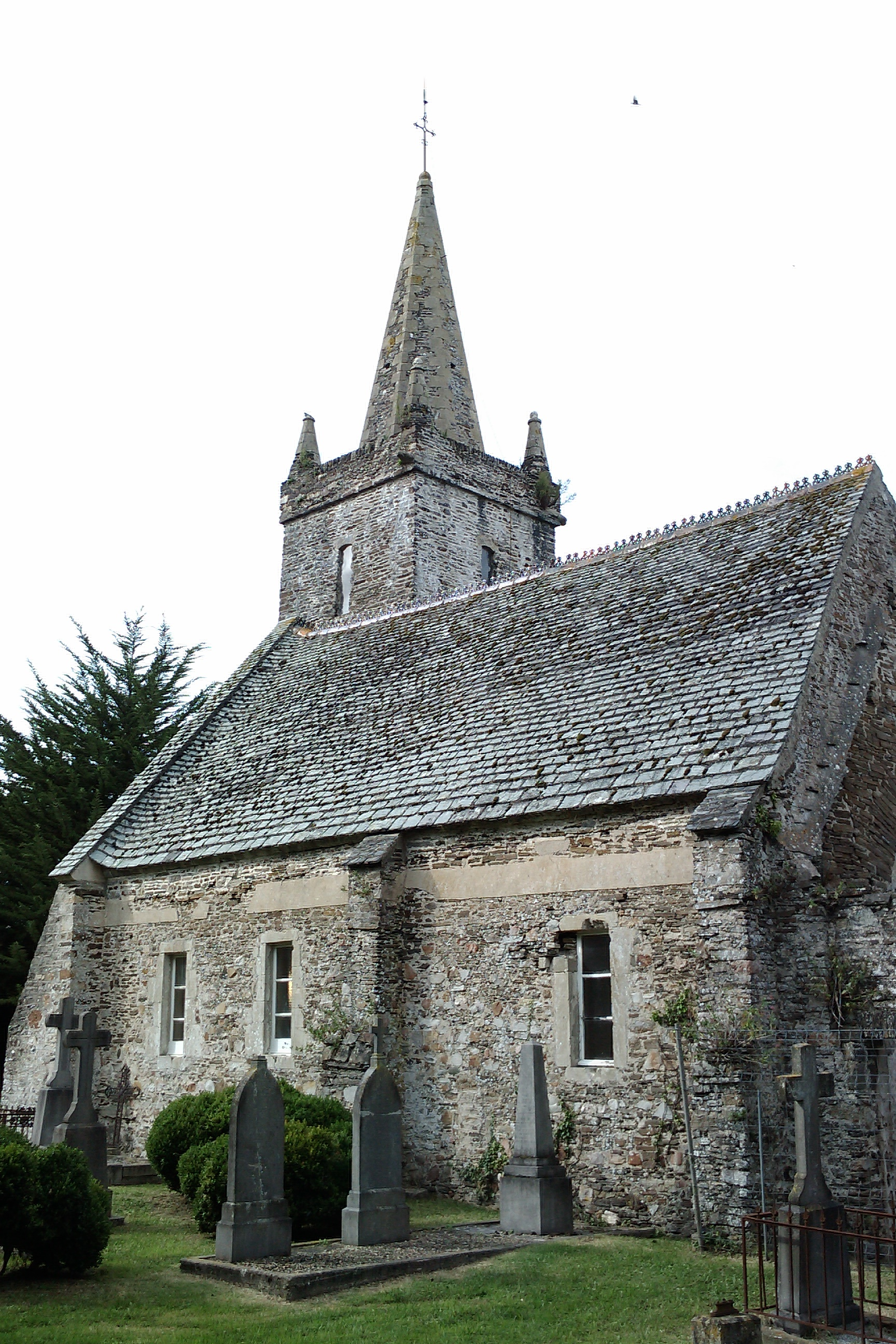
La chapelle Saint-Louis de Carteret.

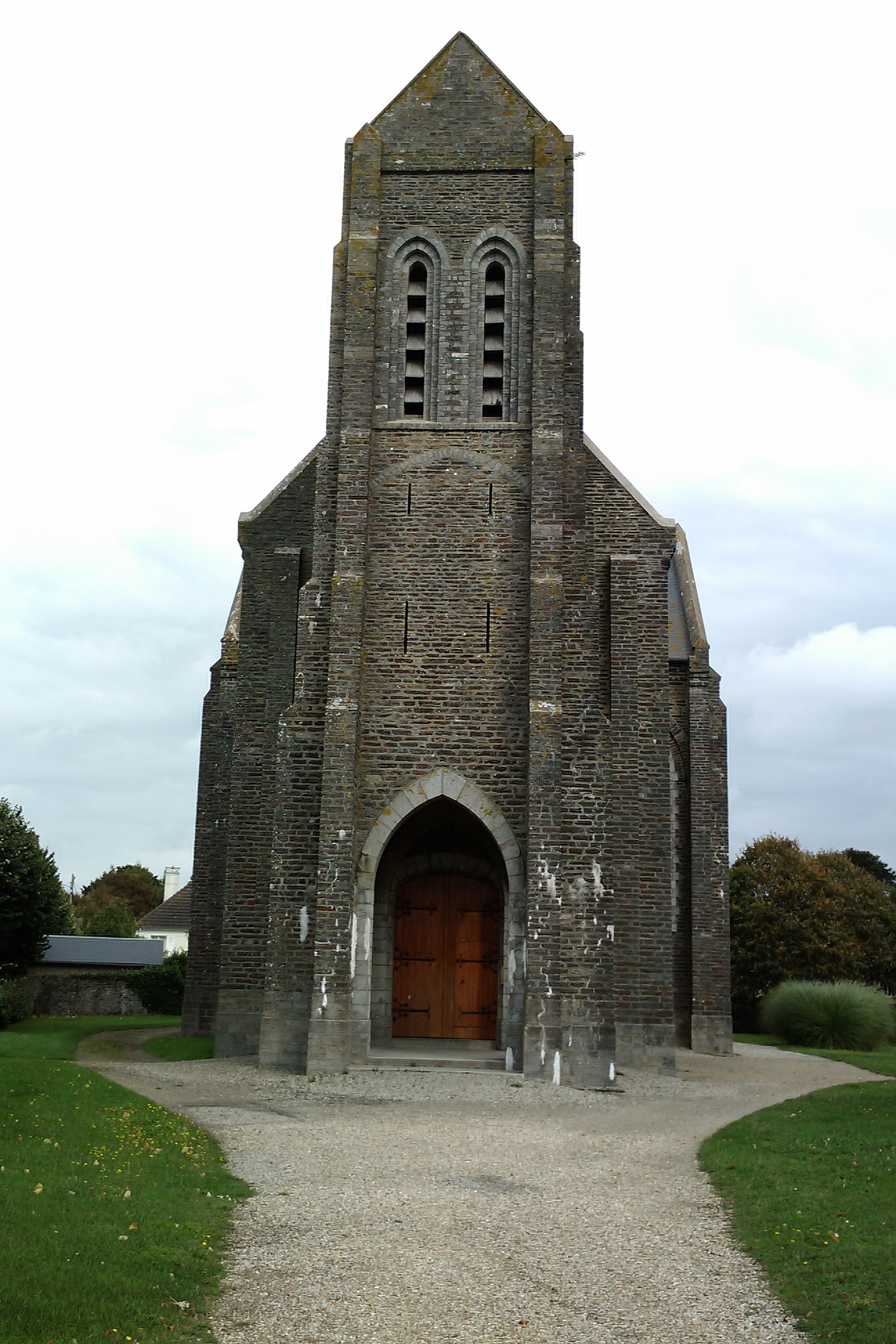
L'église Saint-Germain-le-Scot de Carteret.

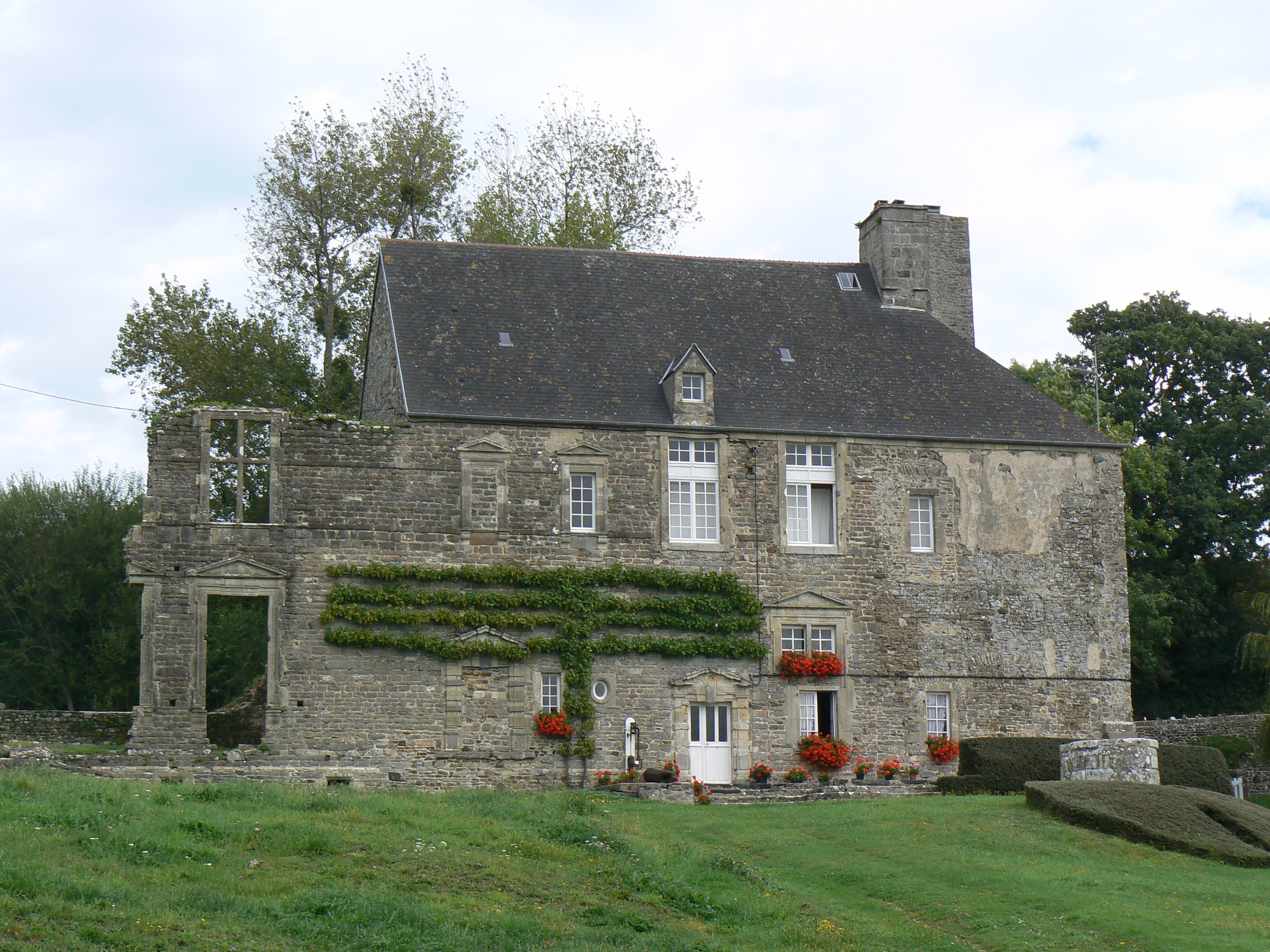
Le manoir de Graffard.

#### Sites naturels
- Les dunes d'Hatainville.
- Flèche dunaire de Barneville : table d'orientation.
- Le cap de Carteret et son ancien corps de garde, inscrit au titre des monuments historiques[70].
- La Roche Biard : point culminant du cap. Site classé depuis le 2 janvier 1942.
- Masse de Romont : panorama, altitude 99 mètres.
- Estuaire de la Gerfleur.

#### Plages
- Plage de la Potinière : orientée au sud, à l'abri de la falaise.
- Plage de la Vieille église.
- Grande Plage de Barneville à Portbail.

#### Lieux de culte
- Église Saint-Germain de Barneville des XIIe, XVe, XVIIe – XIXe siècles, avec son clocher-tour fortifié du XVe siècle et ses chapiteaux de la nef du XIIe siècle, classée au titre des monuments historiques[71]. Son maître-autel, du XVIIIe, est classé au titre objet au monuments historiques[72]. L'église conserve également des statues de saint Sébastien du XVIe, et une Vierge à l'Enfant du XVIIIe. Paroisse Notre-Dame des Isles.
- Chapelle de la plage à Barneville-plage rue de la sablière, ouverte en 1959 pour les estivants (culte catholique)[73].
- Église Saint-Germain-le-Scot de Carteret du XXe siècle (désacralisée, culte protestant en saison).
- Ancienne église Saint-Louis de Carteret (ancienne chapelle castrale des de Carteret, désacralisée, concerts et manifestations culturelles).
- Vestiges de l'ancienne église Saint-Germain-le-Scot de Carteret (désacralisée depuis 1686)[74].

#### Villages et rues typiques
- Hameau des Landes.
- Mielles de Carteret, dites aussi « La Mer de sable ».
- Muret des falaises du Petit Puits.
- Rue des Ormes : anciennes maisons de capitaines de marine, dont certaines sont datées.
- Hameau du Valnotte : table d'orientation.
- Le village du Tôt et le lavoir de la mère Denis.
- Village des Rivières : ancien village de pêcheurs.

#### Manoirs et châteaux
- Le tertre à Malet ou le pic Malet ou la butte à Malet est une ancienne motte castrale en tronc de cône, partiellement aplanie. Située au centre du bourg, derrière et à l'est de l'église de Barneville, elle relevait du fief de Bricquebec. En 1876, on a érigé à son sommet un calvaire. Son diamètre était à sa base d'environ cinquante mètres et d'une hauteur de huit mètres (au niveau du versant sud-est, le seul à peu près intact)[46]. La motte est ceinturée sur les deux tiers de son pourtour par un petit chemin épousant parfaitement l'emplacement des fossés. Ceux-ci mesuraient à peu près 3,50 mètres de large. La largeur de ces derniers est délimitée par un mur de pierre qui isole le site des maisons avoisinantes. L'église peut s'inscrire parfaitement dans le périmètre de la basse-cour[75], ainsi que la Ferme du Parc[76].
- Le manoir de Graffard des XVIe – XVIIIe siècles, ancien château du XVIe siècle dont il ne reste qu'une des trois ailes. Il est inscrit au titre des monuments historiques[77].
- Le manoir de Barneville des XVIe – XVIIe siècles. Construit à la fin du XVe siècle, ses fondations les plus anciennes remonteraient au XIIe siècle. Résidence des seigneurs de Barneville il est le témoin de leur prospérité agricole à la Renaissance[78].
- Le manoir de Carteret, du XVIIIe siècle, borde le port, Barbey d'Aurevilly y aurait séjourné.
- Le château des Sirènes, sur la corniche avec vue sur le havre, est construit et habité par le peintre Adolphe Lalyre (1848-1933), il est vendu à Henri Franklin Bouillon[79].
- Le château de Chimay est construit en 1914 par Clara Ward princesse de Chimay, riche américaine, à Barneville-Plage sur le littoral. Devenu hôtel puis, pendant trente ans, colonie de vacances, il est actuellement divisé en appartements[80].

#### Patrimoine
- La Neire Mâove et le Long John Silver goélettes du Cotentin.
- Maison-phare de Carteret.
- Gares du train touristique du Cotentin. Une voiture de voyageurs de type Bruhat est classée au titre objet aux monuments historiques[81].
- Port de pêche et de plaisance.
- Ferme du Parc de la fin du XVe ou du début du XVIe siècle, Rue Froide ou Froide Rue, constitué d'un ensemble de maisons s'alignant parallèlement au côté nord de l'église. Son appellation rappelle le souvenir de l'ancien parc royal de Barneville.

En 1736, elle était la possession de Pierre Pitteboult, seigneur de Graffard, qui possédait les droits de parc et de four banal attachés à la Ferme.
- Rue Froide :

ancien presbytère de Barneville, avec au-dessus d'une porte l'inscription :
« F(ait) P(ar) M(oi) M(ichel) B(rédonchel) P(rêtre)
CURE ET DOYEN DE BARNEVILLE
EN L'AN 1748 » ;
et ancienne grange à dîmes de l'abbaye de Grestain. Il subsiste une petite niche avec un christ en croix usé par le temps.
- Monument commémoratif en mémoire de la libération de Barneville le 18 juin 1944 par la 9e division US.
- Les cabines de plage de la plage de la Potinière réaménagées sur un enrochement en 2002[84]. Une cabine, à l'extrémité sous le cap, a été conçue et occupée par Pierre Pinsard et sa fille Agnès Rosenstiehl qui y conçoit de nombreux épisodes de Mimi Cracra[85].

#### Le village du Tôt et son estuaire (XVIIe–XIXesiècles)
Vers le XIXe siècle, des tendeurs de basse-eau (pêcheurs sans lignes ou embarcations qui installent à marée basse des filets sur les rochers de l'estran) s'installent dans l'estuaire de la Gerfleur, près de l'embouchure. Ceux-ci se concentrent en faisant un hameau à l'architecture typique surnommé le « village du Tôt ». Il est longé par le petit fleuve la Gerfleur, avant que celui-ci ne se jette dans la mer. Une jetée et une digue pour protéger les maisons sont construites en 1880, et sont encore visibles aujourd'hui malgré quelques éboulements.
Nicolas Dutot, économiste fondateur de l'étude quantitative des phénomènes économiques y passa son enfance.
La « Mère Denis », Jeanne Marie Le Calvé, s'y installe et se reconvertit en lavandière. Elle sera remarquée en 1972, par les publicitaires de la marque Vedette qui lui donneront le sobriquet de « mère Denis » et viendront tourner leurs publicités au village du Tôt. À la fin du XXe siècle, alors que cela a déjà été le cas par le passé, le village est plusieurs fois inondé dû à l'addition de plusieurs phénomènes : grande marée, orages, tempête, écroulement de digue(s), etc.

### Personnalités liées à la commune
- Famille Carteret.

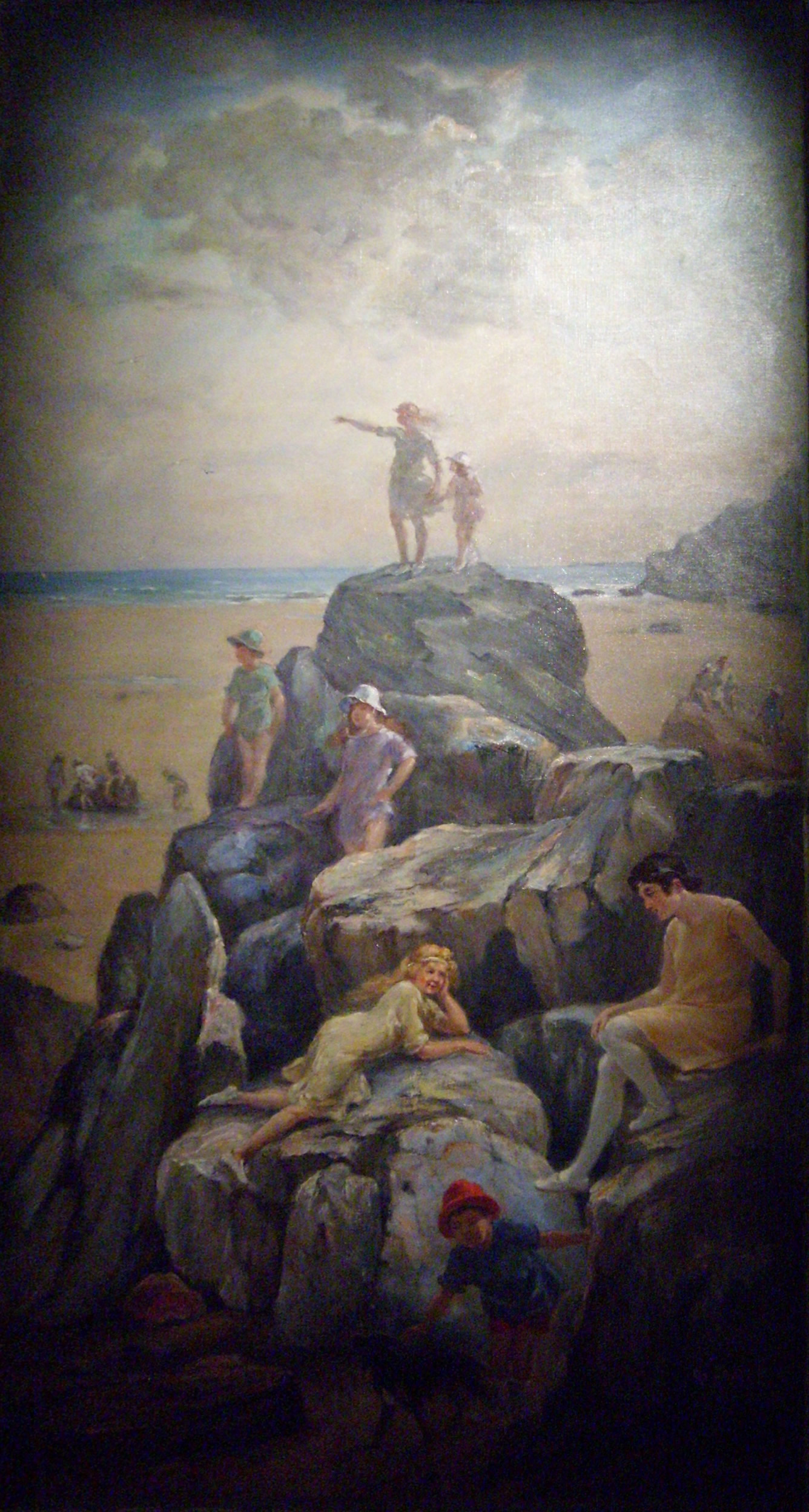
Scène de plage à Carteret, par Adolphe Lalyre.

- Théodore de Barneville (XIIe siècle).
- Nicolas Dutot (1684-1741), économiste, l'un des pères de l'étude quantitative des phénomènes économiques, né à Barneville-sur-Mer, au village du Tôt, le 12 octobre 1684[86].
- Michel Noël (1754-1809), homme politique.
- Nicolas Noël-Agnès (1794-1866), homme politique.
- Jules Barbey d'Aurevilly (1808-1889), écrivain français, lié à Carteret par sa jeunesse et ses écrits, et qui fait de la commune le cadre au roman Une vieille maîtresse.
- Arsène Reynaud de Barbarin (1833-1913), officier de marine, domicilié dans la commune.
- Adolphe Lalyre (1848-1933), peintre, ayant longtemps vécu à Carteret et peint cette côte.
- François Le Cannellier (1855-1933), vice-amiral.
- Clara Ward (1873-1916), elle fait construire le château de Chimay.
- Jeanne Provost (1887-1980), comédienne, propriétaire de l'ancien presbytère.
- Amiral Thierry d'Argenlieu (1889-1964), fait prisonnier à Cherbourg il s'évade et s'embarque de Carteret vers Jersey le 24 juin 1940 sur le bateau de pêche d'Émile Valmy[87].
- Jeanne Marie Le Calvé, dite la Mère Denis (1893-1989), personnage de publicités, fut lavandière sur un lavoir de la Gerfleur, au village du Tôt à Barneville-sur-Mer, où a été tourné le film publicitaire qui a fait sa notoriété.
- Édouard Lebas (1897-1975 à Carteret), préfet et homme politique.
- Marie-Louise Giraud (1903-1943), avorteuse guillotinée.
- Paul-Jacques Bonzon (1908-1978), romancier pour la jeunesse.
- Clément Rosset (1939 à Carteret - 2018), philosophe.
- Pierre Bameul, né à Barneville-sur-Mer le 10 novembre 1940, écrivain de science-fiction. Sa biographie masquée Enfants de la Guerre, débute dans sa bourgade natale occupée puis libérée  (ISBN 978-2-310-03457-9).
- Agnès Rosenstiehl (1941-), illustratrice et auteur pour enfant, elle possède une cabine de bain conçue par son père Pierre Pinsard et y écrit des épisodes de sa série fétiche Mimi Cracra[88].
- Guy Lemonnier (1958-), navigateur et aventurier.
- Stéphane Marie (1960-), présentateur de l'émission Silence, ça pousse ! sur France 5 est originaire du bourg de Barneville.
- Laurent Cesne (1962-), ancien chef étoilé de l'hôtel de la marine et auteur d'un livre sur la cuisine Iodée.
- Jean Barros, historien du canton, auteur d'ouvrages sur le patrimoine du Tôt.

### Héraldique, logotype et devise
| Blason de Barneville-Carteret | Blason  | De gueules à la tour d'argent ajourée et maçonnée de sable, surmontée de quatre fusées accolées du même. |
| Blason de Barneville-Carteret | Détails | Ces armes ont été adoptées en 1985, en référence à la famille de Barneville, seigneurs du lieu entre les XIe et XIIIe siècles, avec la tour représentant celle de l'église de Barneville. Les fusées rappellent quant à elles les armoiries de la famille de Carteret, originaire de la ville éponyme mais qui s'est principalement établie sur l'île de Jersey. Avant l'unification, la commune de Barneville-sur-Mer portait de gueules à trois fermaux d'or, qui sont les armes de la famille Malet de Graville. Celle de Carteret portait coupé, au 1er de gueules, à quatre fusées d'argent posées en fasce ; au 2e de gueules, à trois fermaux d'or. |

## Barneville-Carteret dans la littérature
- Jules Barbey d'Aurevilly situe la seconde partie d' Une vieille maîtresse à Carteret.
- Plusieurs romans de Paul-Jacques Bonzon ont pour cadre « Barneret » et « Carteville », dans le Cotentin.
- Dans sa biographie masquée Enfants de la guerre, Pierre Bameul commence son récit dans le Barneville de l'Occupation puis de la Libération  (ISBN 978-2-310-03457-9).

## Films tournés à Barneville
- 1948 : Une si jolie petite plage d'Yves Allégret a été tourné à Barneville-sur-Mer
- 1988 : La Petite Voleuse de Claude Miller
- 1990 : Le Mari de la coiffeuse, de Patrice Leconte
- 2007 : Vent mauvais, de Stéphane Allagnon
- 2008 : Deux Jours à tuer, de Jean Becker